# Villa De Waterlelies
La villa De Waterlelies (signifiant en français : la villa Les Nénuphars) est un immeuble réalisé par le tandem d'architectes August Cols et Alfried Defever en 1900 dans le style Art nouveau à Anvers en Belgique (région flamande).
L'immeuble est classé et repris sur la liste des monuments historiques de Berchem depuis le 11 avril 1984.

## Situation
Cette maison se situe au no 42 de Cogels-Osylei, une artère résidentielle du quartier de Zurenborg à Berchem au sud-est d'Anvers comptant de nombreuses autres réalisations de style Art nouveau comme la Huize Zonnebloem (Maison Tournesol) au no 50, la maison De Roos au no 46 et la maison Iris de Lischbloem juste à côté au no 44.

## Description
Dissimulée derrière de grands arbres, la maison compte une façade principale de trois niveaux (deux étages) en moellons de grès interrompus par des bandeaux et des moulures de pierre de taille. En prolongement de cette façade, la façade latérale (côté nord) possède deux niveaux dont le niveau supérieur est occupé par une verrière constituée d'éléments porteurs en fer forgé. Outre la verrière, les éléments les plus remarquables sont la porte d'entrée à deux battants et l'oriel au premier étage. L'oriel de base trapézoïdale se dresse devant une baie en arc outrepassé.

## Source et photos
- (nl) https://inventaris.onroerenderfgoed.be/erfgoedobjecten/11096